# Paio Soares de Taveirós

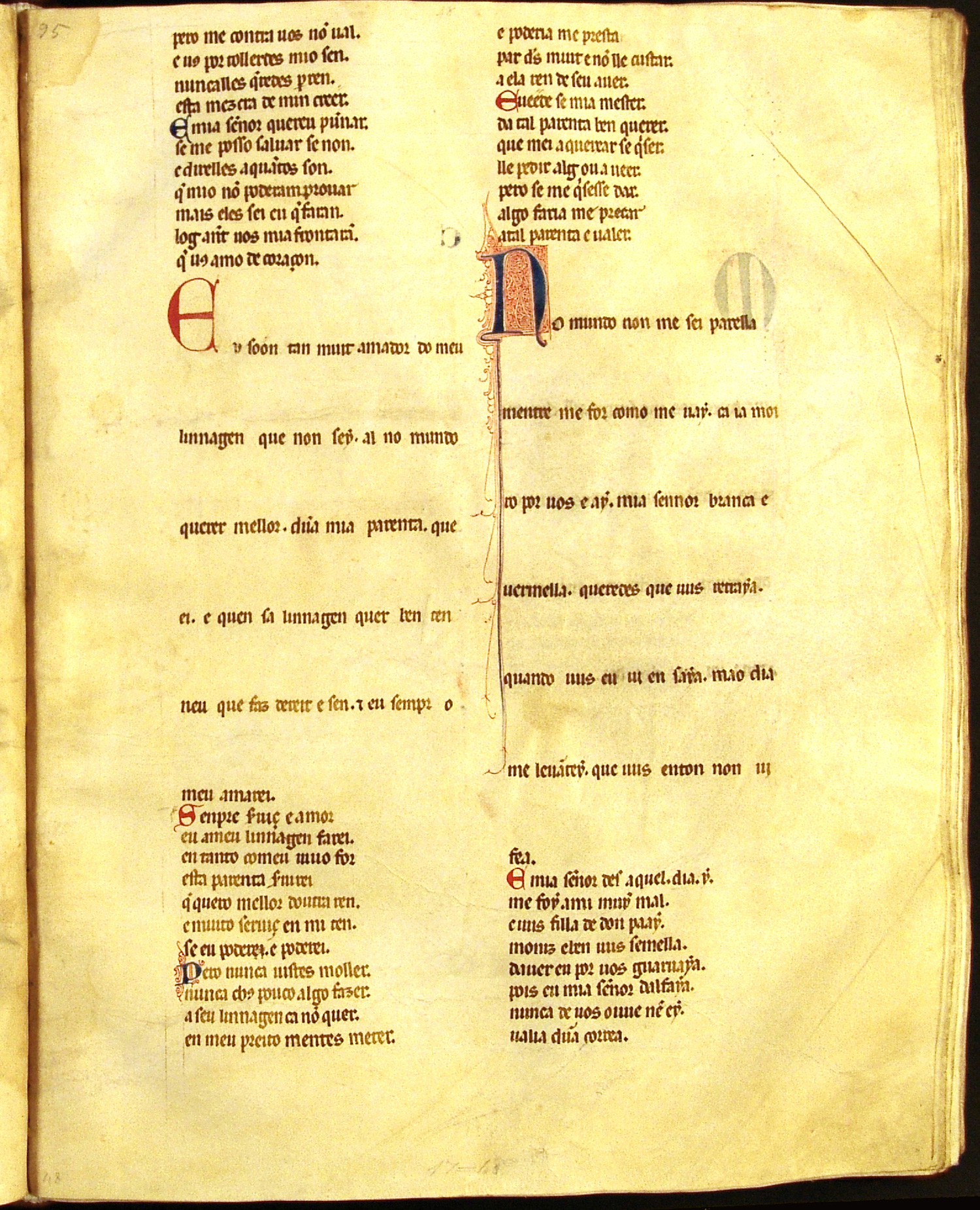
Ayuda Manuscritos del Cancionero

Paio Soares Taveiroos (o Taveirós) fue un trovador de la primera mitad del siglo XIII, descendiente de la pequeña nobleza gallega
.
Fue el autor de la célebre Cantiga da garvaia, inspirada en elementos latinos y mozárabes y durante mucho tiempo considerada la primera obra poética en lengua galaico-portuguesa. Es una cantiga de amor llena de ironía, y por eso actualmente considerada por diversos autores como una cantiga satírica. Incluso perdiendo su estatuto de cantiga conocida más antigua, en favor de otra del trovador João Soares de Paiva, continúa entretanto desafiando la imaginación de los críticos, aun en desacuerdo en cuanto a su auténtico sentido, y de forma señalada en lo que dice con respecto al personaje a quien va dirigida: una hija de don Pai Moniz, por mucho tiempo identificada como doña María Pais Ribeiro, la célebre Ribeirinha, amante del rey portugués Sancho I. La constatación de la existencia, en la época, de varias personalidades llamadas Pai Moniz, o Paio Moniz, así como el origen gallego de Paio Soares, parece, no obstante, debilitar esta hipótesis, hoy muy discutible.